# Mechanical Desktop
 (février 2012).
Mechanical Desktop est un logiciel de conception assistée par ordinateur (CAO) basé sur la plateforme AutoCAD édité par la société Autodesk. Il est spécialisé dans la conception mécanique en 3D.